# Cracca elegantissima
Cracca elegantissima là một loài thực vật có hoa trong họ Đậu. Loài này được (R. J. Shuttlew.) Cadevall & Sallent mô tả khoa học đầu tiên năm 1919.